# Guatteria tonduzii
Guatteria tonduzii là một loài thực vật thuộc họ Annonaceae. Loài này có ở Colombia, Costa Rica, và Panama. Chúng hiện đang bị đe dọa vì mất môi trường sống.